# Democrata Futebol Clube
O Democrata Futebol Clube, comumente chamado Democrata de Sete Lagoas, é um tradicional clube brasileiro de futebol, localizado na cidade de Sete Lagoas, no estado de Minas Gerais. Fundado há mais de um século, é um dos clubes mais antigos do estado e carrega uma rica história no cenário esportivo mineiro. Seu mascote é o jacaré, e suas cores predominantes são o vermelho e o branco, símbolos que representam sua identidade e paixão pelos seus torcedores.
Fundado em 14 de junho de 1914, o Democrata é o clube mais tradicional de Sete Lagoas. Ao longo de sua história, o clube se consolidou como um dos principais da cidade, destacando-se no cenário esportivo local. Seu maior rival é o Bela Vista, com quem mantém uma rivalidade desde 1930, marcada por confrontos intensos e disputados ao longo das décadas.
O Democrata de Sete Lagoas manda seus jogos no Estádio Joaquim Henrique Nogueira mais conhecido como Arena do Jacaré, um estádio próprio localizado em Sete Lagoas. Com capacidade para 19.998 torcedores, a Arena é um importante ponto de encontro para a fanática torcida do Democrata. Em 2024, o clube disputou o Campeonato Brasileiro - Série D pela primeira vez em sua história.
Em 2025, o Democrata disputou o Campeonato Mineiro - Módulo II, chegando ao Triangular Final e ficando na segunda colocação, sendo assim não conquistando o acesso à elite.

## História

### Fundação
O Democrata Futebol Clube foi fundado em 14 de junho de 1914, após uma série de reuniões entre seus fundadores no "Bar Chique", tradicional ponto de encontro da sociedade setelagoana da época. O clima de confraternização e o espírito esportivo marcaram o início da trajetória do clube, que viria a se tornar um dos maiores nomes do futebol de Sete Lagoas e um símbolo do interior de Minas Gerais.
A reunião formal que deu origem ao clube aconteceu na residência do Sr. Bernardo de Figueiredo, carinhosamente chamado de "Paizinho", maestro da banda União dos Artistas. Nesse encontro, foi escolhido o nome do clube: Democrata Futebol Clube, uma homenagem aos ideais de liberdade e coletividade que permeavam a sociedade da época.

### Primeiro uniforme e primeira partida
O primeiro uniforme do Democrata foi encomendado via telegrama a uma casa especializada no Rio de Janeiro, com os recursos financeiros arrecadados na reunião de fundação. Os uniformes chegaram no dia 25 de junho de 1914 e eram marcados pelas listras verticais vermelhas e brancas na camisa, uma identidade que perdura até os dias de hoje.
A estreia do Democrata aconteceu em 6 de setembro de 1914, em uma partida contra o time Ordem e Progresso/MG, de Matozinhos. O jacaré venceu por 4 a 1, marcando sua entrada triunfal na história do futebol mineiro.

### Fase amadora e o apelido "Jacaré" (1914-1952)
Nos primeiros anos de sua história, até 1952, o Democrata competiu apenas em torneios amadores, especialmente em Sete Lagoas e cidades vizinhas. Durante essa fase, o time se destacou ao conquistar diversos títulos regionais, solidificando sua reputação e sua importância no cenário esportivo local.
Foi também nesse período que o Democrata recebeu o apelido de "Jacaré", dado pelo famoso caricaturista Mangabeira. Ele foi o responsável por criar os apelidos de outros clubes mineiros, como o Coelho do (América/MG), o Galo do (Atlético/MG) e a Raposa do (Cruzeiro/MG). O apelido "Jacaré" foi inspirado no estilo de jogo aguerrido e resistente do time, características que se perpetuaram ao longo de sua história.

### O salto para o profissionalismo (1953)
Em 1953, o Democrata deu um passo importante em sua trajetória ao ingressar no futebol profissional. O clube passou a disputar o Campeonato Mineiro, fazendo sua estreia na elite do futebol estadual. Esse foi um marco fundamental na história do clube, que se posicionou como um dos principais times do interior de Minas Gerais.

### Anos de destaque e vice-campeonatos (1954-1963)
Entre 1954 e 1963, o Democrata viveu uma fase de grande destaque no futebol mineiro, consolidando-se como uma das principais forças do estado. Durante esse período, o clube se destacou por sua regularidade e qualidade dentro de campo, alcançando o vice-campeonato estadual em três ocasiões: 1955, 1957 e 1963. Essas conquistas demonstraram a força do time, que, apesar de não conseguir o título estadual, se manteve entre os primeiros colocados nas edições do Campeonato Mineiro.
Em 1959, o Democrata deu um passo importante na sua história ao realizar uma excursão à Bahia, onde participou de dois torneios quadrangulares que aumentaram a visibilidade do clube além das fronteiras mineiras. No primeiro torneio, realizado em Salvador, o time teve um desempenho destacado, mas acabou sendo superado na final pelo Bonsucesso/RJ, do Rio de Janeiro. No segundo torneio, realizado em Ilhéus, o Democrata deu a volta por cima e superou o Vitória/BA por 3 a 2, conquistando o título e reafirmando seu potencial e qualidade no futebol brasileiro. Essa vitória fora de Minas foi um marco importante na história do clube, pois demonstrou a capacidade do Democrata de competir em alto nível com times de outras regiões, o que reforçou sua reputação como um clube de destaque no cenário nacional.

### Crises e afastamento do futebol profissional (1972-1980)
Na década de 1970, o Democrata enfrentou um período de graves dificuldades financeiras que o afastaram das competições profissionais entre 1972 e 1980. Esse período de crise foi um dos mais desafiadores da história do clube, que ficou sem condições de manter seu time competitivo. Em virtude disso, o clube não participou do Campeonato Mineiro durante esses anos.

### Conquista do módulo II e estreia em competições nacionais (1981-1995)
Em 1981, o Democrata alcançou uma das maiores conquistas de sua história ao se sagrar campeão do Campeonato Mineiro da Segunda Divisão (atualmente Módulo II). Esse título foi comemorado com um emocionante jogo de entrega de faixas contra o Cruzeiro/MG, realizado no Estádio José Duarte de Paiva, com o placar de 3 a 0 para o jacaré.
O Democrata fez sua estreia em competições nacionais em 1989, ao disputar o Brasileirão Série B. Naquela edição, 102 times participaram, divididos em 17 grupos, com 6 equipes cada, sendo que apenas duas se classificavam para a fase seguinte. O Democrata foi eliminado ainda na fase de grupos, terminando em terceiro lugar em seu grupo, que era bastante competitivo. A chave contou com times como America/RJ, União São João/SP, Bangu/RJ, Valeriodoce/MG e Tupi/MG, além do próprio Democrata.
O Jacaré retornou a participar de competições nacionais em 1995, após seis anos de ausência, quando disputou o Brasileirão Série C. Naquela edição, 107 times estavam divididos em 32 grupos, e o Democrata novamente não conseguiu avançar para as fases seguintes, sendo eliminado na fase de grupos e terminando em terceiro lugar. Ao lado da equipe, estavam o Paulista de Jundiaí/SP e o XV de Piracicaba/SP, que acabou se consagrando campeão daquela edição.

### Altos e baixos e Arena do Jacaré (1996-2017)

Arena do Jacaré, o estádio próprio do Democrata/SL.

No final da década de 1990 e início dos anos 2000, o Democrata passou por diversas instabilidades. Apesar do momento ruim, o clube, através de uma grande oportunidade, realizou um grande desejo histórico: a construção do seu estádio próprio. Com um orçamento limitado, o Democrata conseguiu construir o Estádio Joaquim Henrique Nogueira, a Arena do Jacaré, com capacidade para 19.998 pessoas. O estádio ficou pronto a tempo de sediar o segundo jogo do Campeonato Mineiro de 2006.   
Em 2008, o clube foi rebaixado para o Módulo II, e em 2009 e para a Segunda Divisão (terceiro nível de Minas Gerais). O Jacaré iniciou um processo de recuperação, alcançando o acesso ao Módulo II em 2012 e se mantendo na competição em 2013. Contudo, em 2014, ano do centenário, o time foi rebaixado novamente para a Segunda Divisão. Em 2017, o clube foi vice-campeão da Segunda Divisão e voltou ao Módulo II.

### Dificuldades e reestruturação (2018-2021)
O clube enfrentou diversas dificuldades ao longo desse período, chegando a estar muito próximo da extinção. No entanto, com a chegada de uma nova diretoria, o Democrata iniciou um processo de reestruturação e começou a se reerguer, superando os desafios e traçando novos caminhos para o futuro.

### Bicampeonato do módulo II e rebaixamento (2022-2023)
Em 2022, como resultado de sua organização dentro e fora de campo, o Democrata conquistou o bicampeonato do Módulo II após vencer o Varginha, por 5 a 1, na Arena do Jacaré. O clube retornou à primeira divisão após 15 anos. Foi uma temporada difícil, marcada pela superação e garra. No entanto, em 2023, o clube enfrentou uma péssima campanha no Campeonato Mineiro - Módulo I e acabou sendo rebaixado novamente para o Módulo II. Apesar disso, a equipe garantiu uma vaga para o Brasileirão Série D de 2024, mantendo a esperança de novas conquistas.

### Retorno às competições nacionais após 29 anos (2024)
A temporada de 2024 começou com boas expectativas, com o clube conquistando importantes vitórias tanto no Módulo II quanto no Brasileirão Série D. No entanto, a falta de regularidade acabou comprometendo o desempenho da equipe, resultando em uma eliminação precoce em ambas as competições e frustrando as expectativas de uma campanha mais longa. No Brasileirão Série D, o Democrata foi eliminado na fase de grupos, terminando em sétimo lugar. Seu grupo contava com Nova Iguaçu/RJ, Portuguesa/RJ, Itabuna/BA, Real Noroeste/ES, Serra/ES, Ipatinga/MG e Audax Rio/RJ. Embora tenha sido uma temporada difícil, 2024 ficou marcado na história do clube. No dia 9 de junho de 2024, cinco dias antes de seu aniversário de 110 anos, o Democrata fez história ao participar de dois jogos no mesmo dia, ambos realizados na Arena do Jacaré. O primeiro jogo, válido pelo Módulo II, foi contra o Nacional de Muriaé/MG, e o segundo, válido pelo Brasileirão Série D, contra o Itabuna/BA. Uma das grandes conquistas do clube foi vencer um jogo fora de Minas Gerais após 65 anos, quando derrotou o Audax Rio/RJ, no Rio de Janeiro.

## Títulos
| ESTADUAIS | ESTADUAIS                      | ESTADUAIS | ESTADUAIS   |
|           | Competição                     | Títulos   | Temporadas  |
| --------- | ------------------------------ | --------- | ----------- |
|           | Campeonato Mineiro - Módulo II | 2         | 1981 e 2022 |
|           | Torneio Início                 | 1         | 2006        |

### Campanhas de destaque
- Vice-Campeão do Campeonato Mineiro: 1955, 1957 e 1963.
- Vice-Campeão do Torneio Início de Minas Gerais: 1962.
- Vice-Campeão Campeonato Mineiro - Módulo II: 2004.
- Vice-Campeão da Segunda Divisão (terceiro nível de Minas Gerais): 2003, 2012 e 2017.

### Outras conquistas
- Campeão da Liga de Futebol Setelagoana (LFS) amador em 1946.
- Campeão Taça cidade de Pirapora em 1949.
- Taça Deputado Emílio de Vasconcelos Costa em 1951.
- Campeão do Torneio Quadrangular de Governador Valadares em 1953.
- Campeão Troféu J. Mendes de Sousa de Teófilo Otoni em 1954
- Campeão do Torneio de Ilhéus em 1959.
- Campeão Quadrangular Roberto Maciel em 1963.
- Campeão do triangular Alfredo Rodrigues dos Santos em 1963.
- Campeão Taça Clube Campestre em 1963.
- Torneio Mauro Botelho em 1982.
- Terceiro Lugar - Taça Minas Gerais em 2005

## Estatísticas

### Participações
|  | Participações em 2025 |

| Competição   | Competição      | Temporadas | Melhor campanha                  | Anos                                                    | P | R |
| Minas Gerais | Módulo I        | 37         | Vice-campeão (1955, 1957 e 1963) | 1953-1970, 1972, 1982-1993, 1995, 2005-2008 e 2023      |   | 6 |
| Minas Gerais | Módulo II       | 13         | Campeão (1981 e 2022)            | 1981, 1994, 2004, 2009, 2013-2014, 2018-2022, 2024-2025 | 6 | 2 |
| Minas Gerais | Segunda Divisão | 7          | Vice-campeão (2003, 2012 e 2017) | 1999, 2003, 2010-2012, 2015, 2017                       | 3 |   |
| Brasil       | Série B         | 1          | 43º colocado (1989)              | 1989                                                    | – | – |
| Brasil       | Série C         | 1          | 93º colocado (1995)              | 1995                                                    | – | – |
| Brasil       | Série D         | 1          | 56º colocado (2024)              | 2024                                                    | – |   |

## Principais jogadores
- Bernard
- Claudinei
- Gomes
- Jemerson
- João Carlos
- Jorge Henrique
- Marcos Rocha
- Petros
- Serginho
- Thiago Ribeiro

## Histórico em competições oficiais
Campeonato Mineiro - Módulo I ou divisão principal¹
1- Durante o decorrer do tempo, as divisões do campeonato mineiro tiveram várias denominações diferentes, então a classificação está distribuída de acordo com os níveis, do 1º ao 3º.